# Nam (quận)
Nam (chữ Hán: 南), thường gọi Nam quận là một đơn vị hành chính cổ đại cấp quận thuộc Kinh Châu, tỉnh Hồ Bắc, Trung Quốc ngày nay.

## Lịch sử
Năm 278 TCN, Bạch Khởi chiếm Dĩnh Đô của nước Sở, đặt thành quận tên Nam.
Đến thời kỳ Hán Sở và Lưỡng Hán, quận Nam nhiều lần được thiết trí thành nước chư hầu Lâm Giang, mỗi khi Lâm Giang vương bị thu hồi hay tuyệt hậu thì nước Lâm Giang lại được đổi về quận Nam. Các vua chư hầu Lâm Giang gồm: Cung Ngao (206 TCN - 204 TCN), Cung Úy (204 TCN - 202 TCN), Lưu Yên (155 TCN - 153 TCN), Lưu Vinh (150 TCN - 148 TCN), Lưu Cung (79-85).
Thời Tây Hán, quận Nam gồm các huyện: Giang Lăng, Nghi Thành, Vu, Tỷ Quy, Lâm Tự, Di Lăng, Lễ Lăng, Sàn Lăng, Tiêu, Cảnh Lăng, An Lục, Châu Lăng, Sa Tiện, Tây Lăng, Di Đạo, Hạ Tuyển. Trị sở tại Giang Lăng.
Cuối Tây Hán, quận Nam gồm các huyện: Giang Lăng, Lâm Tự, Di Lăng, Hoa Dung, Nghi Thành, Dĩnh, Khởi, Đương Dương, Trung Lư, Chi Giang, Tương Dương, Biên, Tỷ Quy, Di Đạo, Châu Lăng, Nhược, Vu, Cao Thành.
Thời nhà Tân, quận Nam đổi thành quận Nam Thuận (南顺), đến thời Đông Hán lại đổi về như cũ, chuyển huyện Ngận Sơn sang quận Nam, lược bỏ hai quận Dĩnh và Cao Thành.
Thời Hán mạt, năm 209 năm, Tôn Quyền phái Chu Du công chiếm Giang Lăng từ tay Tào Tháo, lấy nơi này làm trị sở quận Nam, đồng thời là trị sở của "Kinh châu thuộc Ngô". Sau đó Tôn Quyền đem quận Nam chuyển giao cho Lưu Bị (cho mượn Kinh châu). Lưu Bị tuy nhận Giang Lăng nhưng vẫn đóng trị sở phần Kinh châu của mình ở thành Công An thuộc quận Vũ Lăng. Giang Lăng (vẫn là trung tâm quận Nam) tuy là trọng trấn nhưng không còn là trung tâm của Kinh châu thuộc Lưu Bị. Lúc đó Tào Tháo chiếm lĩnh các huyện phía bắc, với Tương Dương và Phàn Thành là trọng trấn, đặt Tương Dương làm trung tâm, lập ra quận Tương Dương. Lưu Bị thành lập quận Nghi Đô từ ba huyện Di Đạo, Ngận Sơn, Di Lăng của quận Nam.
Sau khi Lưu Bị vào Thục (212), Quan Vũ được giao giữ Kinh châu, đặt trị sở về Giang Lăng thuộc quận Nam. Năm 219, Tôn Quyền đánh chiếm cả Kinh châu thuộc Thục, bao gồm quận Nam. Năm 221, tại quận Nghi Đô được tách ra từ quận Nam, xảy ra trận Di Lăng. Tôn Quyền đánh bại Lưu Bị, lấy huyện Di Lăng làm trung tâm, tách mấy huyện ra lập thành quận, đổi tên là Tây Lăng. Tương tự, Giang Lăng cũng được Tôn Quyền tách ra lập thành quận. Sau này Tôn Hạo còn tách quận Nghi Đô lập quận mới Kiến Bình. Quận Nam cũ thời Tam Quốc đã cắt ra rất nhiều quận nhỏ, gồm có: Nam quận (mới), Tương Dương, Giang Lăng, Nghi Đô (mới), Kiến Bình, Tây Lăng; trong đó chỉ có Tương Dương thuộc Ngụy, các quận còn lại đều thuộc Ngô.
Năm 280, nhà Tây Tấn diệt Đông Ngô, quận Nam (mới, đã bị chia) được đổi tên thành quận Tân (新), về sau lại đổi lại. Quận Nam bị tách thêm một bộ phận thành quận mới Nam Bình. Lúc này quận Nam gồm 11 huyện: Giang Lăng, Biên, Đương Dương, Hoa Dung, Nhược, Chi Giang, Tinh Dương, Châu Lăng, Giám Lợi, Tùng Tư, Thạch Thủ. Như vậy so với cuối thời Đông Hán, quận Nam lúc đó chỉ còn 3 huyện cũ: Giang Lăng, Hoa Dung và Đương Dương. Sang thời Đông Tấn, tách ba huyện Thạch Thủ, Tùng Tư, Nhược sang các quận khác, chuyển huyện thuộc quận Tương Dương về quận Nam.
Năm 441, thời Lưu Tống, bỏ huyện Tinh Dương, sáp nhập vào huyện Chi Giang. Năm 454, chuyển hai huyện Châu Lăng, Giám Lợi. Quận Nam chỉ còn 6 huyện: Giang Lăng, Hoa Dung, Đương Dương, Lâm Tự, Biên, Chi Giang sáu huyện.
Năm 587, thời Tùy, Tùy Văn Đế xóa bỏ quận Nam, thiết lập Tổng quản Giang Lăng. Năm 607, Tùy Dạng Đế đổi Kinh Châu thành quận Nam. Quận Nam thời Tùy gồm 10 huyện: Giang Lăng, Trường Dương, Nghi Xương, Chi Giang, Đương Dương, Tùng Tư, Trường Lâm, Công An, An Hưng, Tử Lăng.
Năm 621, thời Đường, đổi quận Nam thành Kinh Châu. Từ đây quận Nam biến mất.

## Quan cai trị
Các quan lại nổi tiếng từng giữ chức đứng đầu quận Nam gồm: Bàng Thống, Chu Du, Trình Phổ, My Phương, Lã Mông, Gia Cát Cẩn, Dữu Dực, Tạ Huyền, Lỗ Tông Chi, Mao Tu Chi,...